# Jindřich VII. Štaufský
Jindřich VII. Štaufský (1211 – 12. února 1242 Martirano) byl sicilským králem, králem Svaté říše římské a vévodou švábským. Byl prvorozeným synem Fridricha Štaufského a jeho spoluvladařem. Společně s otcem a bratry Manfrédem a Enziem patří mezi představitele sicilské básnické školy.

## Mládí

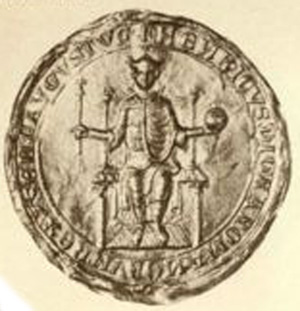
Jindřichova pečeť

Jindřich byl jediný syn z manželství císaře Fridricha II. a jeho první ženy Konstancie, dcery Alfonse II. Aragonského. Narodil se na Sicílii koncem roku 1211. Když Fridrich získal římskou korunu, byl chlapec papežem Inocencem III. v lednu 1212 korunován sicilským králem. Podle dohody mezi papežem a Fridrichem neměla být obě království sjednocena pod jedním vládcem a regentkou se proto stala Jindřichova matka a nikoliv otec.
Po smrti papeže roku 1216 povolal Fridrich syna do Švábska a znovu si přisvojil titul krále sicilského. Konstancie zůstala na Sicílii regentkou až do roku 1220, ale jménem svého manžela a nikoliv syna. V Německu svěřil Fridrich Jindřichovi švábské vévodství. Roku 1219 vymřela hlavní linie Zähringenů a Jindřich obdržel rovněž titul krále burgundského. Tento titul však později vymizel, poté co se Jindřich stal králem.
Ve dnech 20. až 22. dubna 1220 byl na sněmu konaném ve Frankfurtu nad Mohanem zvolen římským králem. Aby si zajistil hlasy církevních hodnostářů, vydal Fridrich II. dekret Confoederatio cum principibus ecclesiasticis, kterým rozšířil vliv duchovenstva na chod státu. Zvolení bylo podmínkou k uskutečnění křížové výpravy, kterou přislíbil již roku 1215. Tím byl ustanoven nástupce v případě smrti císaře. Papež Honorius III. však volbu neuznal, stejně jako neuznával Fridrichovu vládu nad Sicilským království. Stejně jako jeho předchůdce nechtěl připustit spojení obou zemí. Z toho důvodu i řada německých šlechticů volbu nejprve odmítala.
Poté, co se Fridrich II. vrátil v roce 1220 z Itálie, měl na další Jindřichovu výchovu rozhodující vliv kolínský arcibiskup Engelbert I., který jej korunoval králem římským 8. května v Cáchách. Navzdory tomu, že Jindřich byl formálně zasnouben s Anežkou, dcerou Přemysla Otakara I., plánoval arcibiskup jeho sňatek s jednou z dcer anglického krále Jana Bezzemka. K tomuto spojení však nikdy nedošlo. Po Engelbertově smrti v roce 1225 převzal poručnictví Ludvík Bavorský a zasnoubení s českou princeznou bylo posléze zrušeno. Anežka byla potupně vrácena zpět na pražský dvůr.
29. listopadu 1225 byl Jindřich na příkaz svého otce sezdán s o sedm let starší Markétou Babenberskou, dcerou vévody Leopolda VI. Babenberského. O šestnáct měsíců později byla Markéta korunována římskou královnou.
Zdálo se, že Jindřich bude aktivní a kulturní vládce. Na svém dvoře držel řadu minnesengrů a je pravděpodobné, že se sám věnoval psaní písní. Byl fyzicky robustní, i když poněkud kulhal a měřil cca 166 cm.

## Dospělost a odboj proti otci

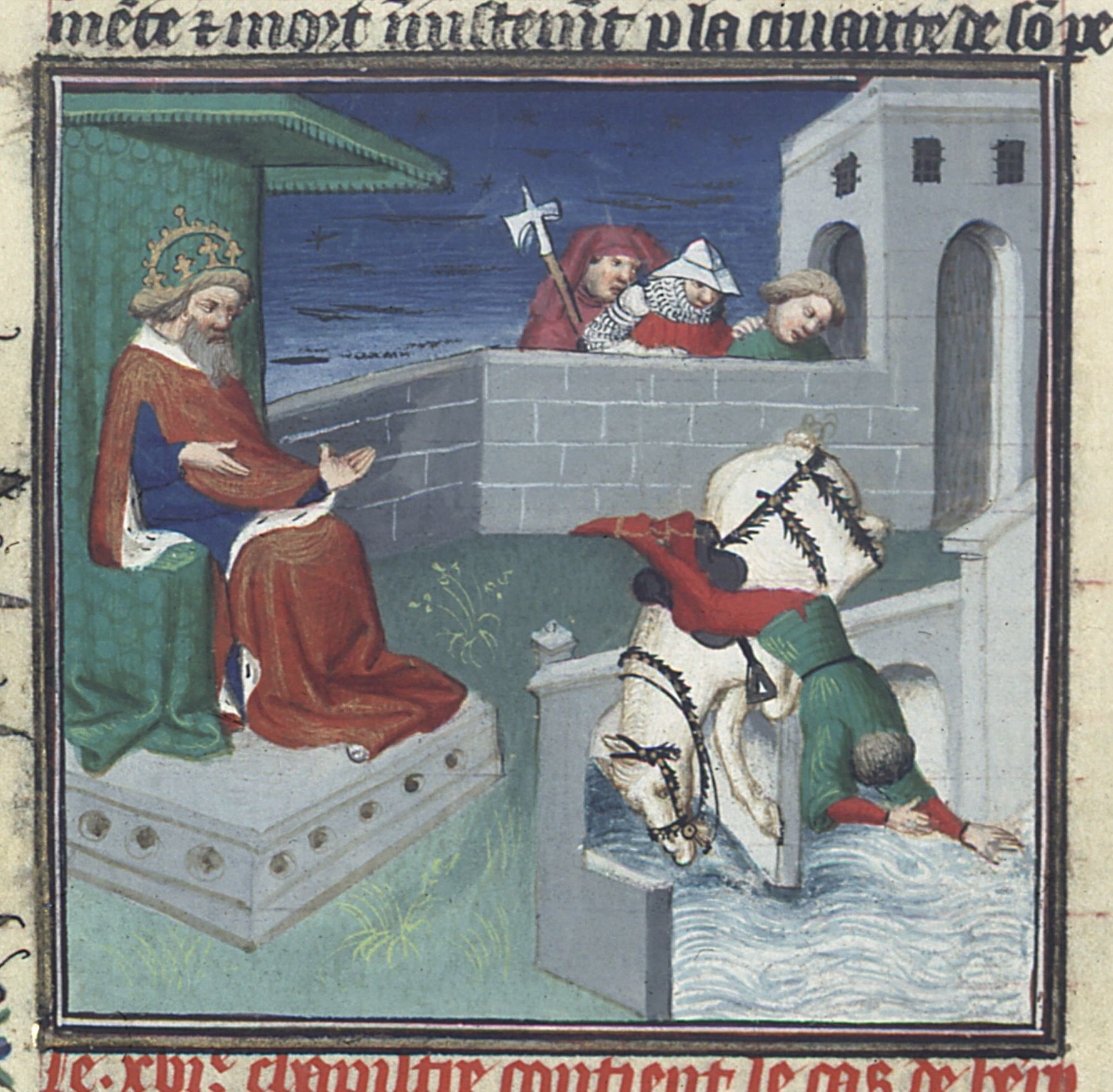
Jindřichův konec (iluminace ze 15. století)

V roce 1228 se rozešel s Ludvíkem Bavorským, který byl podezřelý z intrik s papežem proti císaři. Okolo Vánoc toho roku převzal vládu v říši a donutil Ludvíka, aby se podřídil a pak se obrátil proti biskupovi štrasburskému. Šlechta, která se obávala jeho vstřícné politiky vůči městům, ho však v roce 1232 dotlačila k vydání zákona „Statutum in favorem principum“, kterým přiznal šlechtě obdobná práva jako již měli biskupové (např. vybírat daně a razit mince). V té době vznikly zásadní rozpory mezi otcem a synem. Jindřich se nezdál být dostatečně vstřícný vůči německé šlechtě, jejíž podporu Fridrich potřeboval pro svou italskou politiku. Fridrich se snažil omezit Jindřichovu autoritu a navíc Jindřichovým nejdůležitějším poradcem se stal hrabě Egino, císařův zapřisáhlý nepřítel.
V roce 1232 Jindřich odpřisáhl v Cividale poslušnost svému otci. V témže roce obnovil spojenectví Štaufů s francouzskými Kapetovci. V následujícím roce si pak podrobil bavorského vévodu Otu II. V letech 1233 a 1234 se však s otcem znepřátelil znovu, když vystoupil proti inkvizitorovi Konrádovi z Marburku ve chvíli, kdy se Fridrich II. snažil získat papeže Řehoře IX. do aliance proti Lombardské lize. Fridrich reagoval velmi přísně a 5. června 1234 postavil Jindřicha mimo zákon. Jindřich se vzbouřil a v prosinci uzavřel alianci s Lombarďany. Opuštěn všemi svými přívrženci byl však roku 1235 donucen se otci znovu podrobit a byl zbaven trůnu. Novým králem byl pak zvolen jeho mladší nevlastní bratr Konrád IV. Štaufský. Jindřichovi spojenci byli vesměs omilostněni.

## Věznění a smrt
Jindřich byl vězněn na různých místech v Apulii. Jeho izolace mohla být způsobena nejen jeho vzpourou, ale i zdravotním stavem. Analýza kostry, která byla provedena v letech 1998-1999, ukázala, že jistě v posledních letech trpěl pokročilou formou lepry. Jindřich zemřel v Martiranu patrně 12. února 1242. Někteří kronikáři uvádějí, že spáchal sebevraždu. Otec jej nechal pohřbít se všemi královskými poctami v katedrále v Cosenze ve starém římském sarkofágu.
V posloupnosti císařů Svaté říše římské je Jindřich uváděn pouze v závorkách, neboť nikdy nebyl samostatným vladařem. Nesmí být zaměňován s pozdějším císařem Jindřichem VII. z rodu Lucemburků.
Počátkem 21. století se stal jednou z postav historického románu spisovatelky Ludmily Vaňkové Dítě z Apulie.

## Potomci
Jindřich se oženil 29. listopadu 1225 s Markétou Babenberskou. Z manželství vzešli tito potomci:
- Jindřich
- Fridrich